# Serverus Jjumba
Serverus Jjumba (* 2. August 1962 in Katinnyondo-Kyannamukaala, Uganda) ist ein ugandischer Geistlicher und römisch-katholischer Bischof von Masaka.

## Leben
Serverus Jjumba empfing am 20. Juni 1992 das Sakrament der Priesterweihe.
Am 16. April 2019 ernannte ihn Papst Franziskus zum Bischof von Masaka. Der emeritierte Bischof von Masaka, John Baptist Kaggwa, spendete ihm am 6. Juli desselben Jahres die Bischofsweihe; Mitkonsekratoren waren der Bischof von Kiyinda-Mityana, Joseph Anthony Zziwa, der Weihbischof in Mbarara, Lambert Bainomugisha, der Erzbischof von Kampala, Cyprian Kizito Lwanga, und der Apostolische Nuntius in Uganda, Erzbischof Luigi Bianco.